# Mexistenasellus magniezi
Mexistenasellus magniezi is een pissebed uit de familie Stenasellidae. De wetenschappelijke naam van de soort is voor het eerst geldig gepubliceerd in 1973 door Argano.